# Lỗ Văn công (Xuân Thu)
Lỗ Văn công (chữ Hán: 魯文公, trị vì 626 TCN-609 TCN), tên thật là Cơ Hưng (姬興), là vị vua thứ 20 của nước Lỗ - chư hầu nhà Chu trong lịch sử Trung Quốc.
Cơ Hưng là con trai của Lỗ Hy công, vua thứ 19 của nước Lỗ, mẹ là Thanh Khương, người Tề quốc. Năm 626 TCN, Lỗ Hy công qua đời, Cơ Hưng nối ngôi, tức là Lỗ Văn công.

## Quan hệ với chư hầu lớn
Sau khi Lỗ Văn công lên ngôi, không tới chầu nước Tấn, Tấn Tương công tức giận, năm 625 TCN, bèn mang quân đánh Lỗ. Lỗ Văn công phải xin giảng hòa với Tấn. Nhưng trong buổi lễ ăn thề, Tấn Tương công không ra gặp ông mà sai đại phu Dương Xử Phủ thay thế mình để hạ nhục Lỗ Văn công.
Tháng 6 năm 625 TCN, nước Tấn hội chư hầu ở đất Thùy Lũng, Lỗ Văn công cùng các vua Trần, Trịnh đến hội. Cuối năm đó, 3 nước hội binh đánh nước Tần, chiếm đất Uông.
Năm 624 TCN, Lỗ Văn công đến triều kiến Tấn Tương công. Cùng năm, Lỗ Văn công hợp binh với nước Tấn và Trần, Trịnh, Tống, cùng đánh nước Thẩm là chư hầu của nước Sở, đánh bại quân Thẩm.
Năm 618 TCN, Sở Mục vương phát quân đánh Trịnh. Lỗ Văn công theo sự kêu gọi của nước Tấn, phát binh hội chư hầu các nước Tống, Vệ, Hứa đi cứu Trịnh. Trong khi quân các nước chưa tới thì quân Sở đã thắng, Trịnh Mục công phải xin giảng hòa. Sở Mục vương lui quân.
Năm 616 TCN, nước Địch sang đánh Lỗ, tướng Lỗ là Thúc Tôn Đắc Thần đánh bại quân nước Địch ở đất Hàm, bắt được tù trưởng Kiều Như.
Lỗ Văn công có người chị gái là Tử Thúc Cơ được gả cho Tề Chiêu công Khương Phan, sinh ra thế tử Xá. Năm 613 TCN, Tề Chiêu công mất, Khương Xá lên nối ngôi. Chú Xá là Thương Nhân giết Xá cướp ngôi, tức là Tề Ý công. Lỗ Văn công sai Thiện Bá đi sứ nước Tề, Tề Ý công bèn bắt giữ Thiện Bá, lại bắt giam luôn mẹ Xá là Tử Thúc Cơ. Sang năm sau, Tề Ý công thả Thiện Bá về nước, sau đó mang quân xâm lấn vào đất Tây Bỉ của nước Lỗ. Cuối năm đó, nước Tề thả phu nhân Tử Thúc Cơ về nước Lỗ.
Sang năm 610 TCN, Tề Ý công lại quấy phá phía nam nước Lỗ, sau đó mới gặp mặt Lỗ Văn công cùng ăn thề kết hòa hiếu.

## Quan hệ với các chư hầu nhỏ
Các chư hầu nhỏ cạnh Lỗ như Đằng, Kỷ phải thần phục và tới triều kiến, chỉ có nước Cử không thần phục.
Lỗ Văn công vốn có ước hôn với nước Kỷ, gả chị gái là Thúc Cơ cho Kỷ Hoàn công. Năm 615 TCN, vì Thúc Cơ có tật, Kỷ Hoàn công xin từ hôn, sau đó xin lấy một người em gái khác của Văn công. Còn Thúc Cơ chỉ tháng sau thì qua đời.
Năm 620 TCN, Lỗ Văn công đánh Châu, chiếm ấp Tu Câu. Sau đó nước Châu tranh đất Vận với nước Lỗ. Lỗ Văn công sai Quý Tôn Hàng Phủ mang quân tới đất Vận và đất Chư đắp thành phòng thủ sự tấn công của nước Cử.
Năm 613 TCN, Châu Văn công mất. Lỗ Văn công sai sứ sang nước Châu viếng, nhưng vị này tỏ ra bất kính. Vua kế tục là Châu Định công tức giận bèn tiến sang quấy phá biên giới. Lỗ Văn công bèn sai Huệ Bá và Thúc Trọng Bành Sinh mang quân đánh trả.

## Xung đột giữa các dòng họ
Năm 620 TCN, nước Từ đem quân đánh nước Cử, nước Cử cầu cứu nước Lỗ, Lỗ Văn công sai Trọng tôn Ngao đem quân cứu Cử, trước đó Trọng tôn Ngao đã cầu thân con gái nước Cử cho Tương Trọng (con thứ của Lỗ Trang công, chú Lỗ Văn công) nên nhân đó sang đón Cử nữ về. Tuy nhiên Ngao say mê sắc đẹp của Cử nữ, và hai người lén thông dâm với nhau. Tương Trọng tức giận, xin Lỗ Văn công giúp binh đánh Trọng tôn Ngao, Lỗ Văn công ban đầu đồng ý nhưng sau đó Thúc Trọng Huệ bá can ngăn, nên hoà giải cho Trọng tôn Ngao và Tương Trọng, và bắt Trọng tôn Ngao trả Cử nữ lại cho Tương Trọng.
Năm 619 TCN, Chu Tương vương qua đời, Trọng tôn Ngao đến điếu tang, sau phải trốn sang nước Cử để gặp Cử nữ. Lỗ Văn công lập con Ngao là Trọng tôn Cốc thế tập.

## Qua đời
Năm 609 TCN, Lỗ Văn công qua đời. Ông làm vua được 18 năm.
Lỗ Văn công có hai người vợ: Vợ đích là Ai Khương, sịnh ra công tử Ác và công tử Thị, lại lấy bà Kính Doanh sinh công tử Nỗi. Lỗ Văn công phong lập công tử Ác làm thế tử. Tuy nhiên sau khi ông qua đời, Tương Trọng giết chết công tử Ác và công tử Thị, lập công tử Nỗi làm vua, tức Lỗ Tuyên công.

## Nhận định
Sử gia Lý Liêm nhận định về ông như sau:
Văn công ở ngôi 18 năm…, về chính trị thì lười nhác, nước Lỗ bắt đầu suy. Ngay năm mới lên ngôi, còn thừa hưởng chính trị của Hy công, trong nước không có việc gì,… vốn còn thể thống… Việc dùng thiếp Kính Doanh không phân biệt chính, thứ, thành ra lễ vợ chồng thê thiếp sinh loạn… Việc Kính Doanh, Tương Trọng (ám chỉ việc giết thế tử Ác)… Văn công trước mắt có người gièm pha mà không thấy, sau lưng có giặc mà không nhận biết,… nên dòng đích trưởng bị giết...